# Liste der Kulturdenkmäler in Teschenmoschel
In der Liste der Kulturdenkmäler in Teschenmoschel sind alle Kulturdenkmäler der rheinland-pfälzischen Ortsgemeinde Teschenmoschel aufgeführt. Grundlage ist die Denkmalliste des Landes Rheinland-Pfalz (Stand: 27. November 2018).

## Denkmalzonen
| Bezeichnung                    | Lage                                                              | Baujahr                 | Beschreibung                                                                                                | Bild            |
| ------------------------------ | ----------------------------------------------------------------- | ----------------------- | --- | --------------- |
| Denkmalzone Hauptstraße        | Hauptstraße 17, 19, 20, 21, 23, 25 Lage                           | 18. und 19. Jahrhundert | fünf landschaftstypische Hofanlagen und spätklassizistisches ehemaliges Schulhaus, 18. und 19. Jahrhundert  | BW              |
| Denkmalzone Jüdischer Friedhof | nordöstlich des Ortes an einem Waldweg; Flur Am Wingertsberg Lage | 1665                    | angeblich 1665 angelegt, Erweiterung um 1899 mit originaler Umfassung; über 80 Grabstelen, 1724/25 bis 1935 | Fotos hochladen |